# Campylostigmus plessisi
Campylostigmus plessisi är en mångfotingart som beskrevs av Demange 1963. Campylostigmus plessisi ingår i släktet Campylostigmus och familjen Scolopendridae.
Artens utbredningsområde är Nya Kaledonien. Inga underarter finns listade i Catalogue of Life.